# Zaklanec
Zaklanec je naselje v Občini Horjul.